# Inibição latente
Nos animais e nos seres humanos, existe um mecanismo inconsciente designado por inibição latente. Essa faculdade permite ignorar estímulos externos que a vivência desses indivíduos tenha demonstrado serem inúteis ou irrelevantes às suas necessidades. Através de testes psicológicos, os cientistas conseguiram demonstrar que as pessoas criativas têm baixos níveis de inibição latente ou ("baixa inibição latente").
Pessoas criativas são muitas vezes tomadas por loucas e isso, talvez, tenha algum fundamento científico. Pesquisadores da Universidade Harvard e da Universidade do Texas, nos EUA, descobriram um elemento comum à criatividade e a desequilíbrios mentais: a maior predisposição a estímulos externos.
Segundo os cientistas, que publicaram seu estudo na edição de setembro da revista "Journal of Personality and Social Psychology", pessoas criativas estão mais receptivas a estímulos externos que as outras. Em doenças como esquizofrenia, essa mesma característica se apresenta em seus estágios iniciais de desenvolvimento.

## Mecanismo mental
"Isso significa que indivíduos criativos continuam em contato com a informação extra que chega constantemente do meio em que eles estão", diz um dos co-autores do estudo, Jordan Peterson, da Universidade do Texas.
"Uma pessoa comum classifica um objeto e o esquece, mesmo que esse objeto seja muito mais complexo e interessante do que ela possa perceber. A pessoa criativa, por outro lado, está sempre atenta às novas possibilidades."

## Inteligência para selecionar
Na pesquisa, os cientistas testaram a inibição latente de estudantes da graduação da Universidade Harvard, todos abaixo dos 21 anos e considerados extremamente inteligentes. Os que foram considerados mais criativos eram sete vezes mais sujeitos a apresentar baixos níveis de inibição latente.
Estudos anteriores haviam associado uma baixa inibição latente a psicose, mas os autores acreditam que ela seja positiva desde que (e apenas se) combinada a uma grande inteligência e a uma boa memória de trabalho, que permita pensar em várias coisas ao mesmo tempo.
Pessoas com inibição latente baixa e que têm baixo Q.I., quase sempre resulta em doenças mentais. Por outro lado, pessoas com a mesma "doença" e com alto ´nível de Q.I., quase sempre resultará em um gênio criativo.
"Se você está aberto a novas informações, novas ideias, é melhor você ser muito inteligente e selecionar cuidadosamente todas elas. Se você tem 50 ideias, é possível que só duas ou três sejam boas. Você tem de ser capaz de discriminá-las ou ficará perdido", diz Peterson.

## Ligação com perturbações mentais
A baixa inibição latente, associada à criatividade, também está presente em perturbações mentais, como a esquizofrenia, que a apresenta em seus estágios iniciais de desenvolvimento, acompanhada de grande instrospecção, conhecimento místico e experiências religiosas em razão de alterações químicas no cérebro.
"Os cientistas estudam há muito tempo por que a loucura e a criatividade parecem ligadas. Parece que níveis baixos de inibição latente e flexibilidade excepcional do pensamento podem predispor a doenças mentais sob algumas condições e a conquistas de criatividade sob outras", afirma Shelley Carson, autora do estudo e palestrante de psicologia da Universidade Harvard.
"Estamos muito felizes com os resultados desses estudos. Parece que não descobrimos apenas uma das bases da criatividade, mas também nos aproximamos da solução de um antigo mistério: a relação entre a genialidade, a loucura e as portas da percepção", afirma Peterson.